# Hedychium flavescens
Hedychium flavescens  é uma espécie de planta florífera da família Zingiberaceae.
É conhecida como gengibre amarelo.